# Теуць (Алба)
Теуць, Теуці (рум. Tăuți) — село у повіті Алба в Румунії. Входить до складу комуни Метеш.
Село розташоване на відстані 276 км на північний захід від Бухареста, 8 км на захід від Алба-Юлії, 76 км на південь від Клуж-Напоки.

## Населення
За даними перепису населення 2002 року у селі проживали 665 осіб, з них 662 особи (99,5%) румунів. Рідною мовою 664 особи (99,8%) назвали румунську.